# Пахулани
Пахулани (груз. ფახულანი) — село в Грузии, на территории Цаленджихского муниципалитета края (мхаре) Самегрело-Верхняя Сванетия.

## География
Село находится в западной части Грузии, на правом берегу реки Ингури, на расстоянии приблизительно 6 километров (по прямой) к северо-западу от города Цаленджиха, административного центра муниципалитета. Абсолютная высота — 191 метр над уровнем моря.

## Население
По результатам официальной переписи населения 2014 года, в Пахулани проживало 273 человека (134 мужчины и 139 женщин). В национальной структуре населения грузины составляли 100 %.
| Год  | Население, человек |
| ---- | ------------------ |
| 2002 | 1342               |
| 2014 | ↘ 273              |